# خوان بابلو كانتيرو
خوان بابلو كانتيرو (بالإسبانية: Juan Pablo Cantero) مواليد 19 سبتمبر 1982، هو لاعب كرة سلة أرجنتيني.

## فرق لعب لها
- دينامو باسكت ساساري
- كويمسا

## الميداليات
| الميدالية | المسابقة                             |
| --------- | ------------------------------------ |
| برونزية   | بطولة أمم الأمريكتين لكرة السلة 2009 |

## روابط خارجية
- خوان بابلو كانتيرو على موقع الاتحاد الدولي لكرة السلة (الإنجليزية)
- خوان بابلو كانتيرو على موقع كرة السلة الأوروبية.كوم (الإنجليزية)
- خوان بابلو كانتيرو على موقع ريلجم (الإنجليزية)
- خوان بابلو كانتيرو على موقع بروبوليرز (الإنجليزية)